# Liste der Baudenkmale in Hohnstorf (Elbe)
In der Liste der Baudenkmale in Hohnstorf (Elbe) sind alle Baudenkmale der niedersächsischen Gemeinde Hohnstorf (Elbe) aufgelistet. Die Quelle der Baudenkmale ist der Denkmalatlas Niedersachsen. Der Stand der Liste ist der 25. Januar 2023.

## Allgemein
In den Spalten befinden sich folgende Informationen:
- Lage: die Adresse des Baudenkmales und die geographischen Koordinaten. Kartenansicht, um Koordinaten zu setzen. In der Kartenansicht sind Baudenkmale ohne Koordinaten mit einem roten Marker dargestellt und können in der Karte gesetzt werden. Baudenkmale ohne Bild sind mit einem blauen Marker gekennzeichnet, Baudenkmale mit Bild mit einem grünen Marker.
- Bezeichnung: Bezeichnung des Baudenkmales
- Beschreibung: die Beschreibung des Baudenkmales. Unter § 3 Abs. 2 NDSchG werden Einzeldenkmale und unter § 3 Abs. 3 NDSchG Gruppen baulicher Anlagen und deren Bestandteile ausgewiesen.
- ID: die Objekt-ID des Baudenkmales
- Bild: ein Bild des Baudenkmales, ggf. zusätzlich mit einem Link zu weiteren Fotos des Baudenkmals im Medienarchiv Wikimedia Commons. Wenn man auf das Kamerasymbol klickt, können Fotos zu Baudenkmalen aus dieser Liste hochgeladen werden:

## Hohnstorf

### Gruppe: Bahnhof Hohnstorf
Die Gruppe hat die ID 34326692. Bahnhofsanlage der „Hohnstorf-Lauenburger Elb-Trajekt-Anstalt“. Zu der Fährstelle an der Elbe gehören das Empfangsgebäude, ehemaliger Bahndamm mit Gleisanlagen, die östlich des Empfangsgebäudes lagen, und beim Ausschachten des Bahndammes entstandener Teich westlich des Empfangsgebäudes. Errichtet 1862–1863.

| Lage                                       | Bezeichnung     | Beschreibung | ID       | Bild |
| ------------------------------------------ | --------------- | --- | -------- | ---- |
| Schulstraße 2 53° 21′ 41″ N, 10° 33′ 46″ O | Empfangsgebäude | Freistehender, zweigeschossiger, langgestreckter Backsteinbau über Sockelgeschoss unter flach geneigten Satteldächern in Schieferdeckung; errichtet auf Bahndamm, das traufständige Gebäude besitzt jeweils ein giebelständigen Quertrakt an Schmalseite und Mittelrisalit auf Westseite; Fenster mit horizontalem Sturz, teilweise in ehemaligen Rundbogenöffnungen eingebaut; Fassadengliederung durch Lisenen und Friese, tw. mit Blumenmotive in Formsteinen. Erbaut 1862 bis 1863. | 28829243 |      |
| Schulstraße 53° 21′ 42″ N, 10° 33′ 46″ O   | Bahndamm        | Ehemaliger Bahndamm im Bereich des alten Bahnhofs. 1862. | 28829263 | BW   |
| Dorfstraße 53° 21′ 40″ N, 10° 33′ 43″ O    | Teich           | Durch Ausschachtung für alten Bahndamm entstandener Teich. 1862. | 28829283 | BW   |

### Einzelobjekte
| Lage                                    | Bezeichnung               | Beschreibung | ID       | Bild |
| --------------------------------------- | ------------------------- | --- | -------- | ---- |
| Fischerzug 8 53° 22′ 3″ N, 10° 33′ 5″ O | Wohn-/ Wirtschaftsgebäude | Eingeschossiger Zweiständerbau mit Backsteinausfachungen unter Halbwalmdach in Reetdeckung. Errichtet Mitte 19. Jh. | 28829378 | BW   |

## Bullendorf

### Einzelobjekte
| Lage                                           | Bezeichnung               | Beschreibung | ID       | Bild |
| ---------------------------------------------- | ------------------------- | --- | -------- | ---- |
| Echemer Straße 11, 53° 20′ 49″ N, 10° 34′ 5″ O | Wohn-/ Wirtschaftsgebäude | Eingeschossiger Zweiständerbau im Typ des Flettdielenhauses auf niedrigem Feldsteinsockel unter Krüppelwalmdach in Reetdeckung, Fachwerk mit Ziegelausfachung. Erbaut ca. Mitte 18. Jh. | 28829359 | BW   |
| Eichenweg 15 53° 20′ 44″ N, 10° 34′ 4″ O       | Wohn-/ Wirtschaftsgebäude | Eingeschossiger Zweiständerbau auf niedrigem Ziegelsockel unter Krüppelwalmdach in Reetdeckung, Fachwerk mit Ziegelausfachung, auf Nordwestseite Fledermausgauben. Erbaut im 18. Jh.    | 28829340 | BW   |